# Piteå dansar och ler
Piteå dansar och ler, känt som PDOL,  är en årlig stadsfestival som sedan 1961 arrangeras i Piteå i slutet av juli. Festivalen bjuder in stora artister, såväl svenska som utländska, och bjuder också på ett ambulerat tivoli. Ursprungligen gick evenemanget under namnet "Nattivalen" och har sedan 1990 varit en årlig festival i kommunal regi. År 2005 hade PDOL 130 000 besökande under festivalveckan och 35 000 besökare kvällstid då festivalen var entrébelagd. Sedan 2014 har PDOL varit gratis och 2017 uppskattades besökarantalet till 90 000 under de fem dagar som festivalen pågick.